# High Energy Transient Explorer

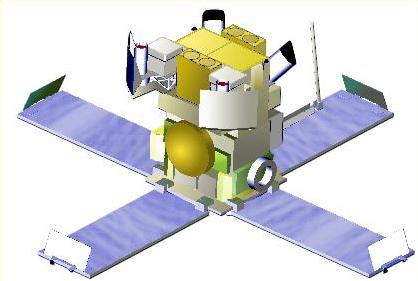
HETE-2

High Energy Transient Explorer (HETE) ist die Bezeichnung zweier Forschungssatelliten zur raschen Lokalisierung von Gammablitzen.

## Geschichte
Die HETE-Satelliten wurden unter Leitung des Massachusetts Institute of Technology mit weiterer amerikanischer, japanischer, französischer und italienischer Beteiligung entwickelt.
Das ursprüngliche HETE-Experiment mit Gamma-, Röntgen- und Ultraviolett-Instrumenten wurde am 14. November 1996 gestartet, schlug aber fehl, da der Satellit nicht von der Trägerrakete getrennt werden konnte.
HETE-2 als Wiederholung der ursprünglichen Mission wurde innerhalb des Explorer-Programms finanziert und auch als Explorer 79 bezeichnet. Der Satellit wurde am 9. Oktober 2000 mit einer flugzeuggestützten Pegasus-Rakete gestartet und war im Frühjahr 2005 noch in Betrieb.
Im März 2007 war nur noch sehr eingeschränkter Betrieb möglich.

## Aufbau
Wichtigstes Ziel von HETE-2 ist die schnelle Lokalisierung von Gammablitzen, um andere Teleskope automatisch auf diese Himmelsposition richten zu können. Dazu verfügt es über Instrumente für die Energiebereiche 8–500 keV (Gammastrahlung), 2–25 keV (harte Röntgenstrahlung) und 0,5–14 keV (weiche Röntgenstrahlung), die jeweils ein großes Gesichtsfeld von mehr als einem Steradiant erfassen.
Die Position von Gammablitzen kann damit automatisch innerhalb etwa einer Minute auf etwa 10 Bogenminuten genau bestimmt und an Beobachter mit anderen Teleskopen gemeldet werden. In einzelnen Fällen sind sogar Genauigkeiten besser als 30 Bogensekunden erreichbar. Das Gesichtsfeld von HETE-2 ist von der Sonne weggerichtet. Die Gebiete, in denen Gammablitze registriert werden, lassen sich also von der Erde aus während der Nacht im sichtbaren Licht weiter beobachten.
Siehe auch: BeppoSAX, Integral, Swift